# Hermogenes (Philosoph)
Hermogenes war ein Schüler des griechischen Philosophen Sokrates (* 469 v. Chr.; † 399 v. Chr.) in Athen und ein Halbbruder des Millionärs Kallias III. (* um 450 v. Chr.; † 371 v. Chr.). Seine genauen Lebensdaten sind nicht bekannt. Der gemeinsame Vater von Kallias und Hermogenes war Hipponikos, der als der reichste Mann des damaligen Griechenland galt. Er scheint sein gesamtes Vermögen Kallias vererbt zu haben, denn Hermogenes galt als arm. Vermutlich ging er aus einer unehelichen Verbindung seines Vaters hervor.
Wegen seiner drückenden Mittellosigkeit war Hermogenes bisweilen auf wohltätige Spenden angewiesen. Sokrates half seinem Freund – wie Xenophon in seinen "Erinnerungen an Sokrates" (II 10,1 ff.) berichtet – u. a. dadurch, dass er ihm die Freundschaft des wohlhabenden Diodor vermittelte, der über zahlreiche Dienerschaft verfügte und dem es leichtfiel, Hermogenes mit einer kleinen Geldsumme zu unterstützen, wofür er wiederum in Hermogenes einen stets hilfsbereiten Freund erhielt.

## Philosophische Überzeugungen
Wie sein Lehrer Sokrates hat Hermogenes keine eigenen Schriften verfasst, sondern seine philosophischen Überzeugungen lediglich in Gesprächen mit anderen Menschen geäußert.
Im „Gastmahl“ Xenophons tritt Hermogenes als ein Begleiter und Mitglied des engsten Freundeskreises des Sokrates auf, zu dem auch Antisthenes, Kritobulos, der Sohn des Kriton, und Charmides, der Sohn des Glaukon, ein Onkel Platons sowie Kebes, Simmias und Apollodoros gehörten. In seinem Vortrag stellt sich Hermogenes philosophisch als einen theistischen Denker vor, der ein grundsätzlich optimistisches und wertrationales Weltbild vertritt. Nach Hermogenes gibt es einen engen Zusammenhang zwischen Moral und Handlungserfolg, da die Götter die Frommen und Guten belohnen und die unmoralischen Menschen bestrafen.
Hermogenes schreibt den Göttern vor allem drei Eigenschaften zu: Allwissenheit, Allmächtigkeit und eine (grundsätzlich) gütige Vorsorge für den rechtschaffenen Menschen, der sich an sie wendet. In dem theistischen Weltbild des Hermogenes sind alle Menschen („Griechen und Barbaren“) nicht nur von der Existenz der Götter überzeugt, sondern vor allem auch von ihrer Allwissenheit. In seiner Vorstellung besteht ein bestimmter festgelegter Weltverlauf, der den allwissenden Göttern im Voraus bekannt ist. Für ihn entspringt damit aus der Allwissenheit der Götter der Grund, warum alle Menschen zu Recht sich darum bemühen, durch Wahrsager, die sich an die Götter richten, die Zukunft zu erforschen, um herauszufinden, „was man tun solle, was lassen“. Da die Götter mit dem Menschen nicht direkt kommunizieren, sondern durch (doppeldeutige) Sprüche, Träume oder durch Zeichen, die im Vogelflug verborgen sind, waren Orakel, Traumdeutung und Vogelschau für Hermogenes von großer Bedeutung.
Neben der Allwissenheit schreibt Hermogenes den Göttern Allmächtigkeit zu und die Fähigkeit, „uns Gutes und Übles zu tun“. Das Verhalten der Götter gegenüber dem Menschen ist also aus der Sicht des Hermogenes durchaus ambivalent. In Bezug auf seine eigene Person nimmt er jedoch eine freundliche Fürsorge der Götter an.
Bei der Selbstbeschreibung der Festgäste des Symposions stellt sich Hermogenes dementsprechend als ein frommer und rechtschaffener Mensch dar, der fest an die gütige Fürsorge der Götter glaubt. Für ihn sind „diese allwissenden und allmächtigen Götter so sehr meine Freunde, dass ihrer steten Sorge um mich nichts entgeht, nicht bei Tag, noch bei Nacht, nicht wohin ich will noch was ich vorhabe. Und in ihrer Voraussicht, wie alles ausgehen wird, bedeuten sie mich durch Boten, die sie schicken, Sprüche, Träume, Vögel, was ich tun und was ich lassen soll. Wenn ich auf sie höre, hab ich’s nie zu bereuen; ich bin aber auch schon gestraft worden für Ungehorsam.“
Sokrates, der ebenfalls auf seine innere Stimme hörte, die er als Mitteilungen eines Dämonions interpretierte, stimmte seinem Schüler Hermogenes zu und erklärte dessen Darstellung für „sehr glaublich“. Auf seine Frage, durch welches Verhalten es Hermogenes gelinge, die Freundschaft der Götter zu gewinnen, welche Gegenleistung er für die göttliche Hilfe erbringen müsse, antwortet dieser sehr pragmatisch: „Ich rede zu ihrem Lobe (das kostet ja nichts); was sie schenken, davon gebe ich ihnen allemal wieder; ich hüte meine Zunge, so wohl ich kann, und wo ich sie als Zeugen anrufe, da sage ich mit Willen nichts Falsches.“

## Begründer einer konventionalistischen Semantik
Hermogenes scheint auch an sprachphilosophischen und semantischen Fragen Interesse gehabt zu haben. Platon zeigt ihn jedenfalls in seinem Dialog Kratylos, in dem es um die Beziehung zwischen der Bedeutung der Wörter und dem Wortlaut geht, als Gesprächspartner des Sokrates und des Kratylos. Hermogenes vertritt dabei gegenüber Kratylos, der einen natürlichen, objektiven Zusammenhang zwischen Wortbedeutung und Wortlaut annimmt, die gegenteilige These, die davon ausgeht, dass Wortbedeutung und Wortlaut nur durch eine Konvention unter den Sprechern der Sprache miteinander zusammenhängen.